# Nico Mirallegro
Nico Cristian Mirallegro (Manchester, 26 gennaio 1991) è un attore britannico.

## Biografia
Il padre è siciliano e la madre anglo-irlandese. Ha una sorella minore, Claudia Marissa, nata nel 1992. Ha frequentato la Manchester School of Acting per 3 anni (dal febbraio 2007). 
Dal 22 ottobre 2007 al 25 giugno 2010 ha interpretato Barry “Newt” Newton, un ragazzo emo dato in affidamento a Jack e Frankie Osborne nella soap opera Hollyoaks su Channel 4, indossando una parrucca e un finto piercing al labbro inferiore per calarsi nella parte. Contemporaneamente alle riprese di Hollyoaks, Mirallegro ha interpretato Cam Spencer nella serie per il web LOL, che esplora sesso, droga e relazioni tra adolescenti. Nel settembre 2009 lascia Hollyoaks per dedicarsi ad altri progetti. 
Mirallegro è stato il protagonista di un cortometraggio realizzato da Plato Films and All-Seeing Eye Productions, Six Minutes of Freedom, nel luglio 2009. Interpretava Chris, un teenager tormentato con la passione di diventare un boxer professionista. Anche sua sorella Claudia ha una piccola parte nel film, che è stato proiettato in quattro festival del film. Il 31 agosto 2010 Plato Films annuncia che Six Minutes of Freedom ha vinto il premio Best New Wave Short Film alla Yellow Fever International. Six Minutes of Freedom è diventato poi disponibile per il download il 12 gennaio 2011, a seguito di un notevole successo tra i festival nell'estate del 2010.
Il 10 novembre 2010 Nico interpreta Jamie, uno studente gay vittima di bullismo da parte dei compagni di scuola in una puntata della seconda stagione della serie drammatica Moving On della BBC. Il titolo dell'episodio era “Loosing My Religion”. 
Mirallegro è apparso anche in nove puntate della serie televisiva della BBC Doctors interpretando il ruolo dello studente universitario italiano Giovanni Mannassori. Il suo primo episodio nella serie è stato trasmesso il 24 settembre 2010.
Nell'estate del 2010 termina le riprese per il suo ruolo nel film McQueen the Movie della Bitter Sweet Pictures nel quale interpreta Sam, un giovane ebreo, uno dei due protagonisti della storia. Il film è ambientato nella periferia del nord dell'Inghilterra all'inizio degli anni '90. 
Tra il 26 e il 28 dicembre 2010 Mirallegro appare nella prima stagione del remake della serie della BBC One Upstairs Downstairs ambientata nel 1930. Interpreta il giovane maggiordomo Johnny Proude, arrivato in città per scappare alla povertà della piccola cittadina mineraria nella quale era nato. Il 10 febbraio 2011 l'ufficio stampa della BBC annuncia che la serie è stata riconfermata per la realizzazione di altri sei episodi da trasmettere nel 2012. 
Nel maggio 2011 Mirallegro appare nel thriller psicologico in 3 puntate della BBC Exile, interpretando il protagonista Tom Ronstadt da ragazzo (interpretato in età adulta da John Simm). 
Nello stesso anno interpreta il ruolo di Sam, un giovane eroinomane gay testimone di un omicidio nella seconda puntata del dramma della BBC The Body Farm, trasmesso in Italia dal canale Fox con il titolo di Body Farm - Corpi da reato. 
Dal 19 febbraio al 25 marzo 2012 Mirallegro interpreta nuovamente Johnny Proude nella seconda stagione di Upstairs Downstairs per la BBC. 
Dal 14 gennaio 2013 interpreta Finn Nelson nella serie televisiva My Mad Fat Diary per l'emittente E4, insieme a Sharon Rooney, Ian Hart e Claire Rushbrook. La serie, ambientata nel Lincolnshire nel 1996, affronta importanti temi di salute mentale e accettazione di sé. Mirallegro è presente in tutte e 3 le stagioni.
Sempre nel 2013 Mirallegro appare nella serie drammatica della BBC in 6 puntate The Village (insieme a John Simm e Maxine Peake), interpretando Joe Middleton, un giovane contadino con una situazione familiare travagliata che lascia il suo villaggio del Derbyshire per arruolarsi volontariamente allo scoppio della Prima Guerra Mondiale che lascerà su di lui segni indelebili (episodio 5). Per questo ruolo, nell'aprile del 2014 Mirallegro è stato nominato ai BAFTA Awards come miglior attore non protagonista. Nel novembre 2013 Nico Mirallegro ha inoltre vinto un Mind Media Award per la sua interpretazione di Joe Middleton.
Il 21 giugno 2013 esce nei cinema inglesi Spike Island, nel quale Mirallegro interpreta Dodge, un giovane e promettente chitarrista. Il film è ambientato a Manchester nel 1990 in occasione del memorabile concerto degli Stone Roses a Spike Island.
Nel gennaio del 2014 in contemporanea con la trasmissione della seconda stagione (questa volta in 7 episodi) di My Mad Fat Diary sempre su E4 in cui interpreta ancora Finn, Mirallegro è impegnato nel suo primo ruolo teatrale con The Pass al Royal Court Theatre di Londra, insieme a Russell Tovey. 
Il 13 gennaio 2014 esce nei cinema italiani Anita B., un film di produzione italo-americana diretto da Roberto Faenza, nel quale Mirallegro interpreta il giovane ebreo David, che stringerà una forte amicizia con la protagonista del film Anita, interpretata da Eline Powell (nel film anche Robert Sheehan, Andrea Osvárt e Antonio Cupo).
Il 6 luglio 2014 interpreta Johnjo O'Shea, un giovane perseguito dalla legge per aver preso parte non intenzionalmente a un omicidio, nel film tv per BBC One Common, scritto da Jimmy McGovern e diretto da David Blair. 
Nello stesso anno Nico Mirallegro è stato coprotagonista del cortometraggio Cold Comfort; è apparso nel video di Carriages, canzone dei Tiny Ruins e ha interpretato un giovane Tim Burgess nel video dei Charlatans per la canzone Talking in Tones.

### Impegno sociale
Nico Mirallegro dà sfogo alla sua passione per il calcio facendo parte di squadre impegnate in tornei per la raccolta di fondi a scopo benefico come Help for Heroes e Once Upon a Smile.

## Filmografia

### Cinema
- Six Minutes of Freedom - cortometraggio (2010)
- Wheels of Fortune - cortometraggio (2011)
- Cold Comfort - cortometraggio (2014)
- Anita B., regia di Roberto Faenza (2014)
- A Gun - cortometraggio (2014)
- Tiny Ruins: Carriages (2014)
- Spike Island (2012)
- Shooting for Socrates (2014)
- The Pass (2016)
- Cardboard Boy - cortometraggio (2016)
- The Habit of Beauty (2016)
- The Knock - cortometraggio (2016)
- Vi presento Christopher Robin (Goodbye Christopher Robin), regia di Simon Curtis - non accreditato (2017)
- Peterloo, regia di Mike Leigh (2018)

### Televisione
- Hollyoaks (2007-2010) Serie TV
- Lol (2008-2010) Webserie
- Doctors (2010) Serie TV
- Moving On, nell'episodio "Losing My Religion" (2010)
- Exile (2011) Miniserie TV
- Body Farm - Corpi da reato (The Body Farm), nell'episodio "Una degna sepoltura" (2011)
- Upstairs Downstairs (2010-2012) Serie TV
- Last Tango in Halifax, nell'episodio 1x06 (2012)
- Common (2014) Film TV
- The Village (2013-2014) Serie TV
- Virtuoso (2015) Film TV
- The Ark (2015) Film TV
- My Mad Fat Diary (2013-2015) Serie TV
- Rillington Place (2016) Miniserie TV
- Murdered for Being Different (2017) Film TV
- Diana and I (2017) Film TV